# Tamana (Kumamoto)
Tamana (玉名市 Tamana-shi?) es una ciudad en la prefectura de Kumamoto, Japón, localizada en la parte suroeste de la isla de Kyūshū. El 1 de marzo de 2021 tenía una población estimada de 64 206 habitantes y una densidad de población de 421 personas por km².

## Geografía
Tamana se encuentra en el noroeste de la prefectura de Kumamoto, en el este del mar de Ariake. Limita con las ciudades de Kumamoto y Arao y con los pueblos de Nagasu, Gyokutō, Nagomi y Nankan.

## Historia
La ciudad actual fue creada el 3 de octubre de 2005, tras la fusión de los pueblos de Taimei, Tensui y Yokoshima (todos del distrito de Tamana).

## Demografía
Según los datos del censo japonés, la población de Tamana se ha mantenido estable en los últimos 40 años, con un marcado descenso desde la década de 2000.
| Gráfica de evolución demográfica de Tamana entre 1960 y 2015 |
|                                                              |
| Oficina de Estadísticas de Japón                             |